# Physospermopsis delavayi
Physospermopsis delavayi är en flockblommig växtart som först beskrevs av Adrien René Franchet, och fick sitt nu gällande namn av H.Wolff. Physospermopsis delavayi ingår i släktet Physospermopsis och familjen flockblommiga växter. Inga underarter finns listade i Catalogue of Life.